# San Baltazar, Veracruz
San Baltazar är en ort i Mexiko.   Den ligger i kommunen Mariano Escobedo och delstaten Veracruz, i den sydöstra delen av landet, 210 km öster om huvudstaden Mexico City. San Baltazar ligger 2 607 meter över havet och antalet invånare är 425.
Terrängen runt San Baltazar är bergig norrut, men söderut är den kuperad. Runt San Baltazar är det tätbefolkat, med 411 invånare per kvadratkilometer. Närmaste större samhälle är Orizaba, 17,0 km sydost om San Baltazar. I omgivningarna runt San Baltazar växer i huvudsak städsegrön lövskog.